# パク・セジュン
パク・セジュン（韓: 박세준、英: Sejun Park、1996年12月2日 - ）は、大韓民国のポケットモンスター (ポケモン) シリーズおよびポケモンカードゲームの選手。

## ポケモンの経歴
世界で最も優秀なプレイヤーの1人と高く評価されており、公式国際大会であるポケモンワールドチャンピオンシップス (WCS) のゲーム大会では常にトップ8位以内を記録している。WCS 2011世界大会では、初登場でシニアリーグ2位となった。2012年には、WCS 2012で初のマスターリーグに参戦し、準々決勝でウルフ・グリック (Wolfe Glick) に敗北するも、5位という結果を残した (グリックは2位となった)。
2013年、バンクーバーで行われたWCS 2013準々決勝で、げべぼ (Ryosuke Kosuge) に敗北し、またも5位となった (げべぼは2位)。
翌年、パクは2014韓国代表決定大会で勝ち抜いた。ワシントンD.C.で開催されたWCS 2014では、マスターリーグ決勝戦まで勝ち進み、ジュディ・アザレッリ (Jeudy Azzarelli) に勝利し優勝した。韓国人初のWCS優勝という点と、決して強いポケモンとは考えられていなかったパチリスを優勝時のパーティーに入れていたという点で、パクは注目された。その功績を称え、2014年11月、ポケモン・コリアは「チャンピオンの日」として知られる祝賀行事を主催した。
2016年、WCS 2016へのポケモンカードゲームの選手としての招待を得た。

## パチリスの配信
ポケモン・コリアは、パクのWCS 2014優勝を記念して、『ポケットモンスター X・Y』のプレイヤーに、親名が「박세준」(パク・セジュン) のパチリスを配信した。2014年11月15日・16日の2日間限定で、東大門 (トンデムン) デザインプラザにて、韓国語版のゲームソフトで受け取ることができた。このパチリスはレベル50、特性は「ちくでん」で、わざ「いかりのまえば」、「ほっぺすりすり」、「このゆびとまれ」、「まもる」を覚えており、「オボンのみ」を持っている。これらのステータスは、パクが実際にWCS 2014決勝戦で使用したパチリスと同じである。

## 大乱闘スマッシュブラザーズ SPECIAL の経歴
パクは、『大乱闘スマッシュブラザーズ SPECIAL』における韓国国内でのランキングにはシーズン2にてトップ5という成績でデビューし、シーズン3でもトップ6を維持している。使用キャラクターはデデデ大王。
2021年4月には、「スマッシュワールドツアー2021」にて East Asia Online Qualifier に認定された。